# Køge Bugt Strandpark
Køge Bugt Strandpark är ett sju km långt konstgjort strand-, natur- och friluftsområde med sanddyner, sjöar och ängar, belägen vid norra Køge Bugt, i kommunerna Brøndby, Ishøj, Vallensbæk och Greve söder om Köpenhamn. Området fungerar också som skydd mot översvämningar från havet för de lågt liggande stadsområdena intill kusten. Dynerna i Køge Bugt Strandpark är planterade med 2,6 miljoner sandrörsplantor hämtade från Västjylland, och övriga ytor med 190 000 buskar och träd. Centralt i Strandparken ligger konstmuseet Arken.

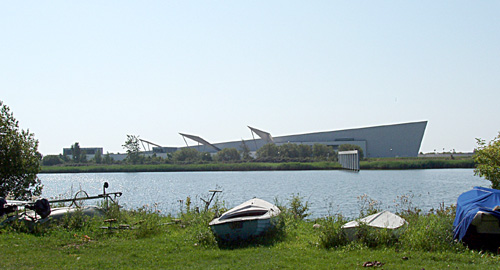
Køge Bugt Strandpark med konstmuseet Arken.

Strandparken byggdes 1976-1979, och invigdes 1980 och är idag ett sammanhängande naturområde med faciliteter såsom badbryggor, toaletter, parkeringsplatser och kiosker.
Vid Køge Bugt Strandpark finns fyra småbåtshamnar: Brøndby Havn, Vallensbæk Havn, Ishøj Havn och Hundige Havn.